# Hans Wimmer

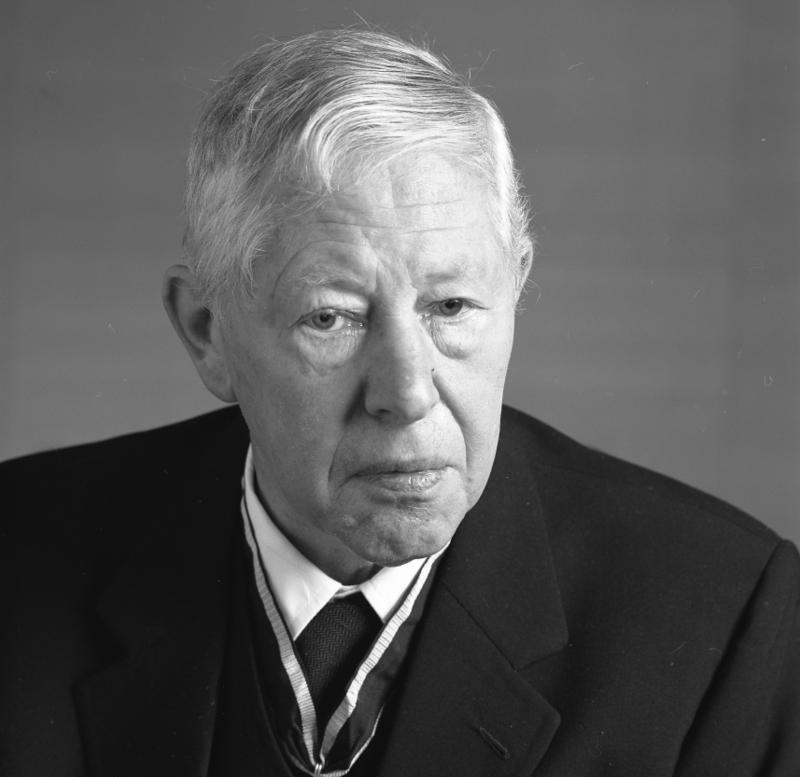
Hans Wimmer, 1983

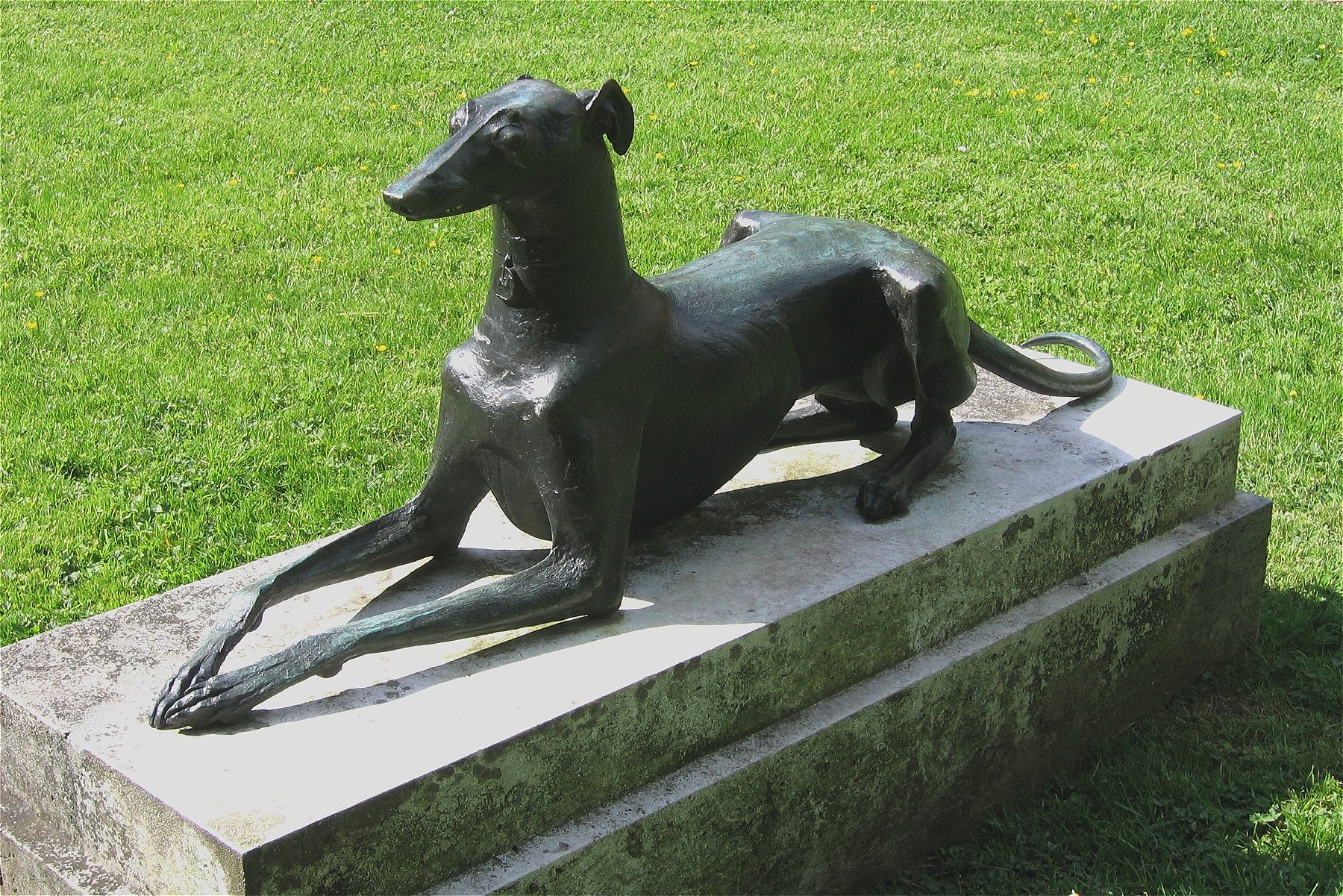
Windspiel, 1960, framför Lenbachhaus in München

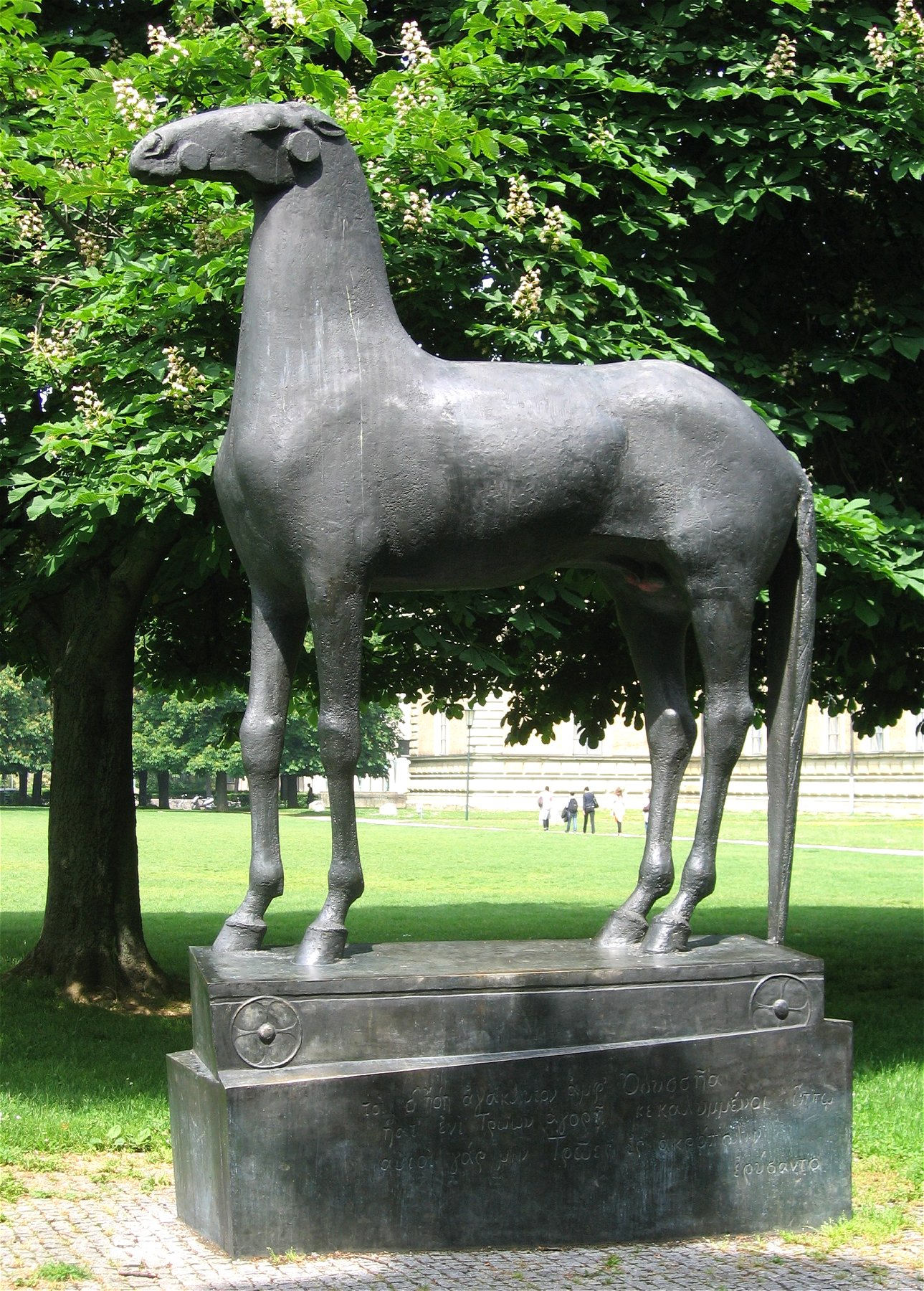
Trojanisches Pferd, 1976-81, i Skulpturenpark Pinakotheken i München

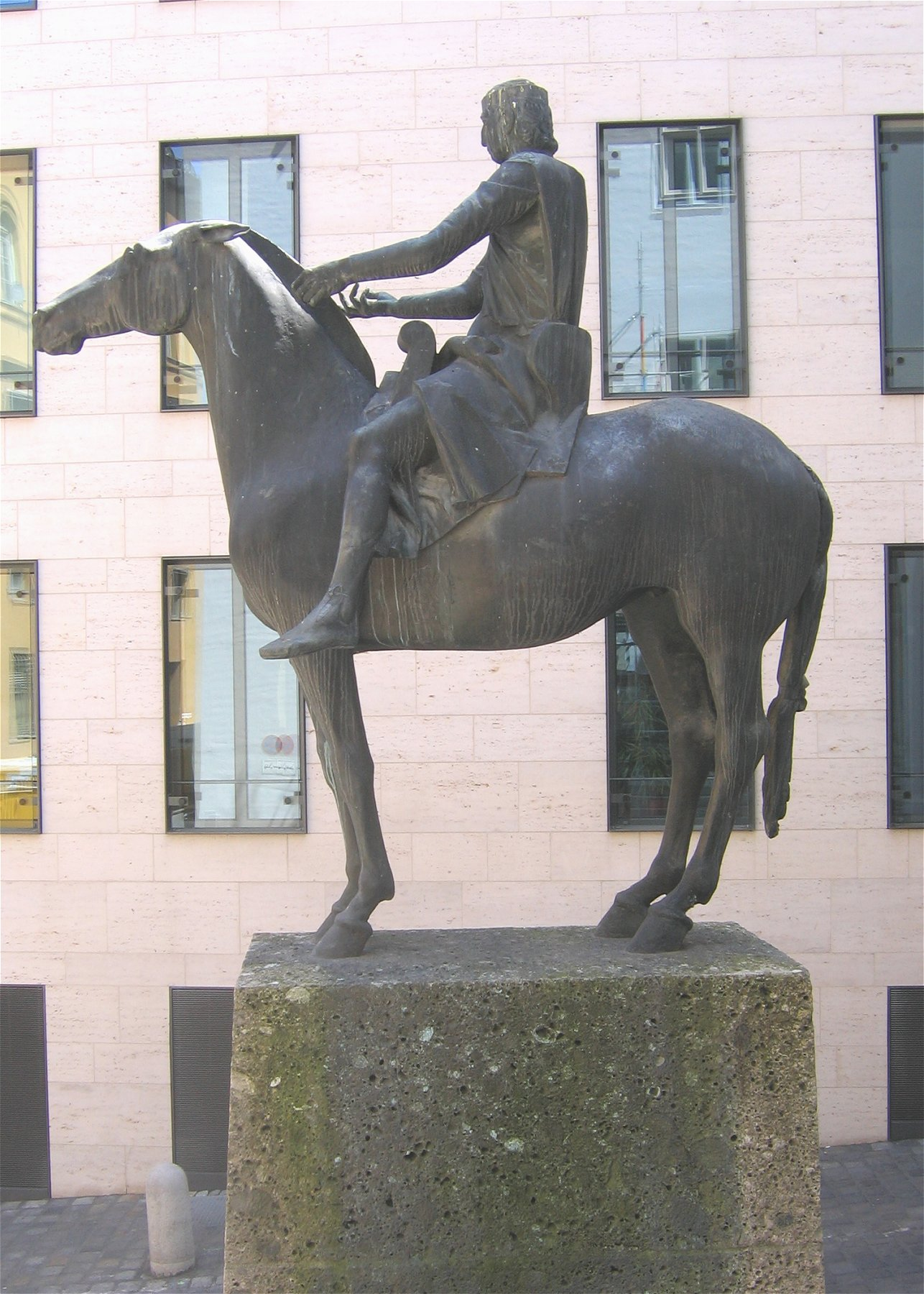
Reiterdenkmal für Ludwig der Bayer, 1967, Alten Hof i München

Hans Wimmer, född 19 mars 1907 i Pfarrkirchen, död 31 augusti 1992 i München, var en tysk skulptör.
Hans Wimmer utbildade sig 1928-35 vid Akademie der freien Künste i München. Åren 1949-72 var han professor i skulptur vid Akademie der Bildenden Künste i Nürnberg.
Hans Wimmer deltog i documenta 1 i Kassel år 1955, Venedigbiennalen 1958 och Världsutställningen i Montréal 1967.
I staden Passau finns en större samling av Hans Wimmers verk i stadens Oberhaus Museum. Hans ateljé, med många av gipsmodellerna, finns återuppförd i Schleswig-Holsteins Landesmuseum på Schloss Gottorf. 

## Offentliga verk i urval
- Kniender Jüngling, 1954, Eidgenössische Zentralbibliothek i Bern
- Richard-Strauss-Brunnen, 1962, Kaufingerstrasse i München
- Reiterstandbild Kaiser Ludwig der Bayer, 1967, Alter Hof i München
- Wimmer-Ross, 1966, Pfarrkirchen
- Kniender, minnesmärke för offren i koncentrationslägren, 1964, Paulskirche i Frankfurt am Main
- Sterbender Soldat, 1965, i krigsmonument i Catania på Sicilien
- Ehrenmal des Deutschen Heeres, 1972, vid Festung Ehrenbreitstein
- Trojanisches Pferd, 1977, Skulpturenpark Pinakotheken i München